# Michelstadt

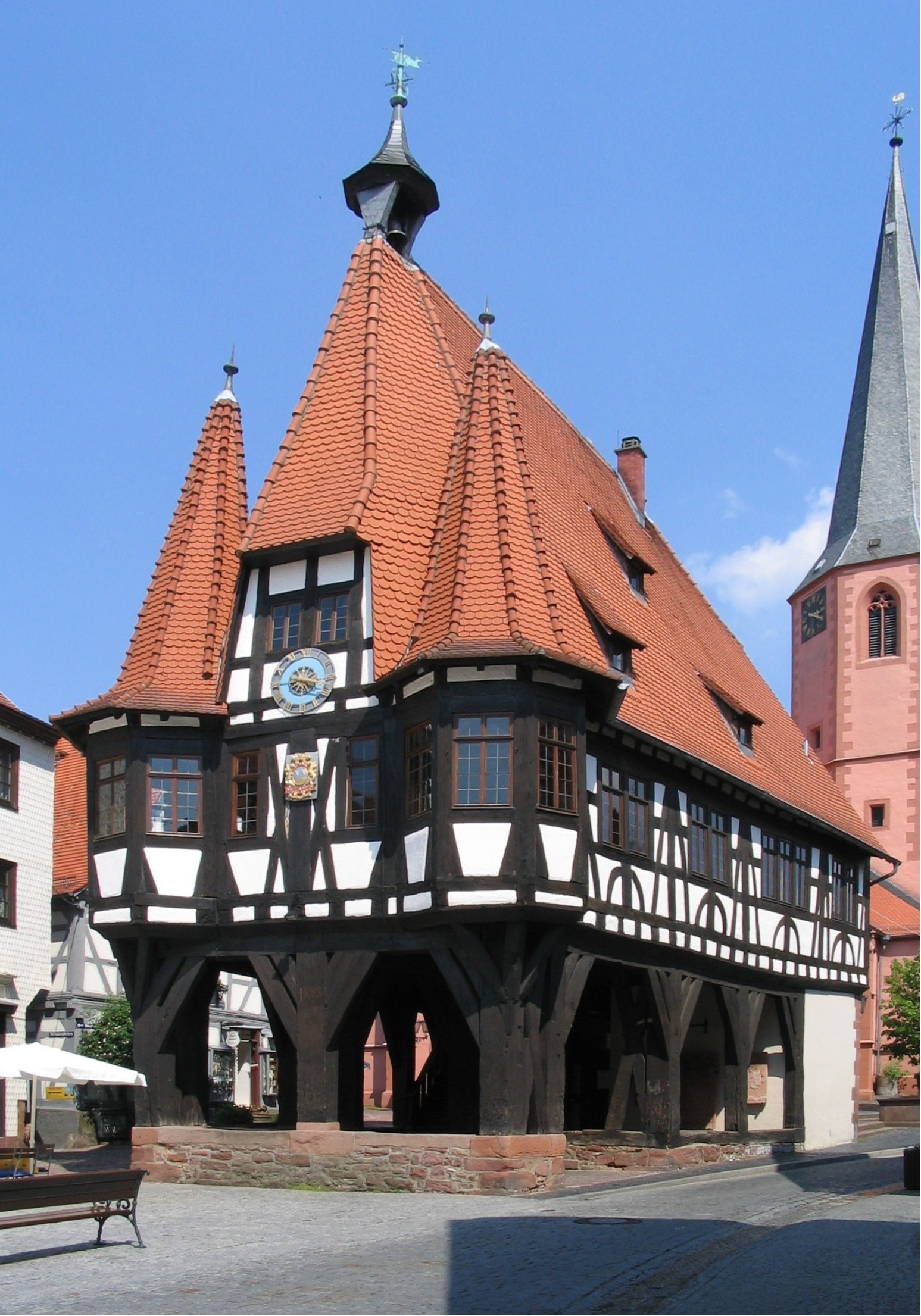
Raadhuis van Michelstadt

Michelstadt is een plaats in de Duitse deelstaat Hessen, gelegen in de Odenwaldkreis. De stad telt 15.970 inwoners. Naburige steden zijn onder andere Bad König, Beerfelden en Breuberg. De stad onderhoudt een stedenband met Hulst in Nederland.
Bad König · Beerfelden · Brensbach · Breuberg · Brombachtal · Erbach · Fränkisch-Crumbach · Hesseneck · Höchst im Odenwald · Lützelbach · Michelstadt · Mossautal · Reichelsheim · Rothenberg · Sensbachtal